# Jean Borotra
Jean Robert Borotra, född 13 augusti 1898 i Biarritz, Pyrénées-Atlantiques, död 17 juni 1994 i Arbonne, Pyrénées-Atlantiques, var en fransk tennisspelare. 
Borotra var en av de franska "fyra musketörerna" som dominerade den internationella tennisscenen under åren runt 1930. De övriga tre var Henri Cochet, René Lacoste och Jacques Brugnon. Jean Borotra var en av världens tio bästa spelare under perioden 1924-32. År 1926 var han rankad som nummer två. 
Jean Borotra upptogs 1976 i International Tennis Hall of Fame.

## Tenniskarriären
Särskilt kända är de fyra musketörerna för sina insatser i Davis Cup-sammanhang, där de fyra under sexårsperioden 1927 till 1932 vann cupen. Jean Borotra deltog i det franska DC-laget 1922-1937, men också sista gången som inhoppare i dubbel 1947 vid en ålder av 49 år. I "Challenge Round" 1927 spelade Borotra dubbelmatchen tillsammans med Brugnon, men förlorade mot det amerikanska paret Bill Tilden och Bill Johnston. Trots detta vann det franska laget finalen med 3-2 i matcher. År 1932 besegrade Borotra den amerikanske spelaren Ellsworth Vines i den ena av DC-finalens singlar. Sin andra match spelade Borotra mot Wilmer Allison. I egen serve hade Borotra matchboll emot sig och slog första serven fel. Även den andra serven tycktes vara ute och Allison signalerade vinst och därmed cupvinst. Linjedomaren signalerade dock inte för fel och poängen tillföll Borotra, som senare också vann matchen och därmed cupen till Frankrike. Han spelade totalt 54 DC-matcher av vilka han vann 36.
Jean Borotra vann fem singeltitlar i Grand Slam-turneringar. Säsongen 1924 vann han sin första titel i Franska mästerskapen (som då var öppna enbart för fransmän) och senare på sommaren också titeln i Wimbledonmästerskapen. Vid båda tillfällena besegrade han sin landsman René Lacoste i finalerna. Wimbledonfinalen spelades i ett rasande tempo över fem set och varje set tog inte mer än cirka 15 minuter. Till publikens förtjusning lämnade de båda spelarna efter matchen banan arm i arm. De franska "musketörerna" fortsatte att vara varandras konkurrenter om GS-titlarna och vann omväxlande turneringarna. Franska mästerskapen vann Borotra åter 1931 och Wimbledon 1926. Australiska mästerskapen vann han 1928. Borotra vann också 16 dubbel/mixed-dubbeltitlar, de flesta med Lacoste eller Brugnon. Mixed dubbel-titlarna vann han bland andra tillsammans med landsmaninnorna Marguerite Broquedis och Suzanne Lenglen.

## Spelaren och personen
Jean Borotra är känd som den "studsande baskern". Han bar alltid en basker när han spelade sina matcher. Med på banan hade han som regel en hel uppsättning av sådana huvudbonader, som han bytte allteftersom de blev svettiga. Hans spel har beskrivits som dramatiskt, energiskt och aggressivt. Han spelade med stor beslutsamhet om varje boll och attackerade framme vid nät såväl i egen serve som efter servereturer. Han "rusade" oförtröttligt fram och åter på banan mellan nät och baslinje, antingen för nätattacker eller för att hinna upp motståndarens lobbar. Hans serve var för övrigt endast av medelmåttig klass och hans grundslag var aldrig stilrena. Särskilt utmärkande var en egendomligt slagen backhandvolley, som dock var omvittnat effektiv.
Borotra var uppskattad av tennispubliken. Till sin natur var han belevad med ett elegant uppträdande på och utanför banan. Han fortsatte att spela tennis högt upp i åren. Så sent som 1977 deltog han i veterandivisionen i Wimbledon.
Jean Borotra var Frankrikes sportminister 1940-42. Han fängslades av Gestapo 1942. Men en vädjan från Sveriges konung Gustaf V kan ha lett till att Borotra fick en mild behandling av nazisterna. Detta var ett av flera skäl till att kungen senare invaldes i International Tennis Hall of Fame.
Den svenske elitspelaren Kalle Schröder mötte Borotra vid tre tillfällen och vann alla tre gånger. Den sista matchen, som spelades 1935 som final i Skandinaviska inomhusmästerskapen, refererades i radio av Sven Jerring. Vid ställningen 2-2 i avgörande set bröts referatet eftersom sändningstiden var slut. Detta gav upphov till en av de första publika "folkstormarna" i Sverige och visade på den popularitet som tennisspelet vid denna tid hade fått i landet.

## Grand Slam-finaler, singel (10)

### Titlar (4)
| År   | Mästerskap                | Finalmotståndare  | Setsiffror              |
| 1924 | Wimbledonmästerskapen     | René Lacoste      | 6-1, 3-6, 6-1, 3-6, 6-4 |
| 1926 | Wimbledonmästerskapen (2) | Howard Kinsey     | 8-6, 6-1, 6-3           |
| 1928 | Australiska mästerskapen  | Jack Cummings     | 6-4, 6-1, 4-6, 5-7, 6-3 |
| 1931 | Franska mästerskapen      | Christian Boussus | 2-6, 6-4, 7-5, 6-4      |

### Finalförluster (Runner-ups) (6)
| År   | Mästerskap               | Finalmotståndare | Setsiffror              |
| 1925 | Franska mästerskapen     | René Lacoste     | 5-7, 1-6, 4-6           |
| 1925 | Wimbledonmästerskapen    | René Lacoste     | 3-6, 3-6, 6-4, 6-8      |
| 1926 | Amerikanska mästerskapen | René Lacoste     | 4-6, 0-6, 4-6           |
| 1927 | Wimbledonmästerskapen    | Henri Cochet     | 6-4, 6-4, 3-6, 4-6, 5-7 |
| 1929 | Franska mästerskapen     | René Lacoste     | 3-6, 6-2, 0-6, 6-2, 6-8 |
| 1929 | Wimbledonmästerskapen    | Henri Cochet     | 4-6, 3-6, 4-6           |

## ÖvrigaGrand Slam-titlar
- Australiska mästerskapen
  - Dubbel - 1928
  - Mixed dubbel - 1928
- Franska mästerskapen
  - Dubbel - 1924, 1925, 1928, 1929, 1934, 1936
  - Mixed dubbel - 1924, 1927, 1934
- Wimbledonmästerskapen
  - Dubbel - 1925, 1932, 1933
  - Mixed dubbel - 1925
- Amerikanska mästerskapen
  - Mixed dubbel 1926